# Aeropuerto Internacional Venustiano Carranza
Venustiano Carranza International Airport är en flygplats i Mexiko.   Den ligger i kommunen Frontera och delstaten Coahuila, i den centrala delen av landet, 900 km norr om huvudstaden Mexico City. Venustiano Carranza International Airport ligger 568 meter över havet.
Terrängen runt Venustiano Carranza International Airport är platt, och sluttar norrut. Runt Venustiano Carranza International Airport är det ganska tätbefolkat, med 149 invånare per kvadratkilometer. Närmaste större samhälle är Monclova, 7,1 km sydost om Venustiano Carranza International Airport. Omgivningarna runt Venustiano Carranza International Airport är i huvudsak ett öppet busklandskap.